# نمل (جنس)
نمل أو النملة الشائعة (الاسم العلمي: Myrmica)، جنس حشرات من فُصيلة نملاوات شمعية وفصيلة النمل تنتشر على نطاق واسع في المناطق المعتدلة في جبال هولاركتي والجبال العالية في جنوب شرق آسيا. يتكون الجنس من حوالي 200 نوع معروف، ونويعات إضافية، على الرغم من أن هذا الرقم من المرجح أن يرتفع بمجرد مراجعة قوائم الحيوانات الإقليم القطبي الشمالي الحديث والحيوانات الصينية.